# Austrolebias
Austrolebias ist eine Fischgattung aus der Ordnung der Zahnkärpflinge (Cyprinodontiformes) die in temporären Gewässern und Sümpfen im Einzugsbereich des Río Paraná und des Río Uruguay, der Lagunen Merín und dos Patos und des südwestlichen Amazonasbecken vorkommt. Die Gattung gehört zu den Saisonfischen und wurde 1998 beschrieben. Die Gattungsbezeichnung Austrolebias setzt sich zusammen aus „Austro“ (= Süden) und Lebias (ein Synonym von Aphanius).

## Merkmale
Austrolebias-Arten sind kleine oder mittelgroße Zahnkarpfen, die eine Standardlänge von 3,5 bis 22 cm erreichen können. Ihr Körper ist recht gedrungen. Die Fische sind bräunlich, grau oder bläulich gefärbt. Die meisten Arten zeigen auf den Körperseiten ein senkrechtes Streifenmuster. Die Afterflosse ist groß und tief. Die einzige Rückenflosse ist etwas kleiner als die Afterflosse. Die Schwanzflosse ist abgerundet. Synapomorphien, die zur Diagnose der Gattung herangezogen werden, betreffen die Kopfbeschuppung, die Färbung am Auge und die Morphologie des Unterkiefers, der unpaaren Flossen und des Urogenitaltrakts. So ist die Region zwischen Mundwinkel, Präoperculum und dem unteren Kiemendeckel unbeschuppt, unterhalb der Augen befindet sich ein dunkelgrauer Fleck, die Urohyale, eine Sehnenverknöcherung am Hyoid, ist tief, die Enden von Rücken- und Afterflosse sind abgerundet und die Urogenitalpapille der Männchen ist länglich.

## Lebensweise
Austrolebias-Arten gehören zu den Saisonfischen, d. h. sie leben in Kleingewässern, die regelmäßig austrocknen. Die Trockenperioden überleben die Arten als Eier, die vor dem Austrocknen von den Eltern abgelegt werden. Die Eier machen nach dem Austrocknen eine sogenannte Diapause durch, d. h. ihre Entwicklung steht still bis sich das Gewässer in der Regenzeit wieder mit Wasser füllt. Austrolebias-Arten ernähren sich von verschiedenen wirbellosen Kleintieren. Einige Arten haben besonders stabile Unterkiefer und Zähne entwickelt und sind auf Weichtiere oder Krebstiere spezialisiert.

## Arten
Die Gattung Austrolebias umfasst folgende 55 Arten. Diese werden in 10 Untergattungen unterteilt.

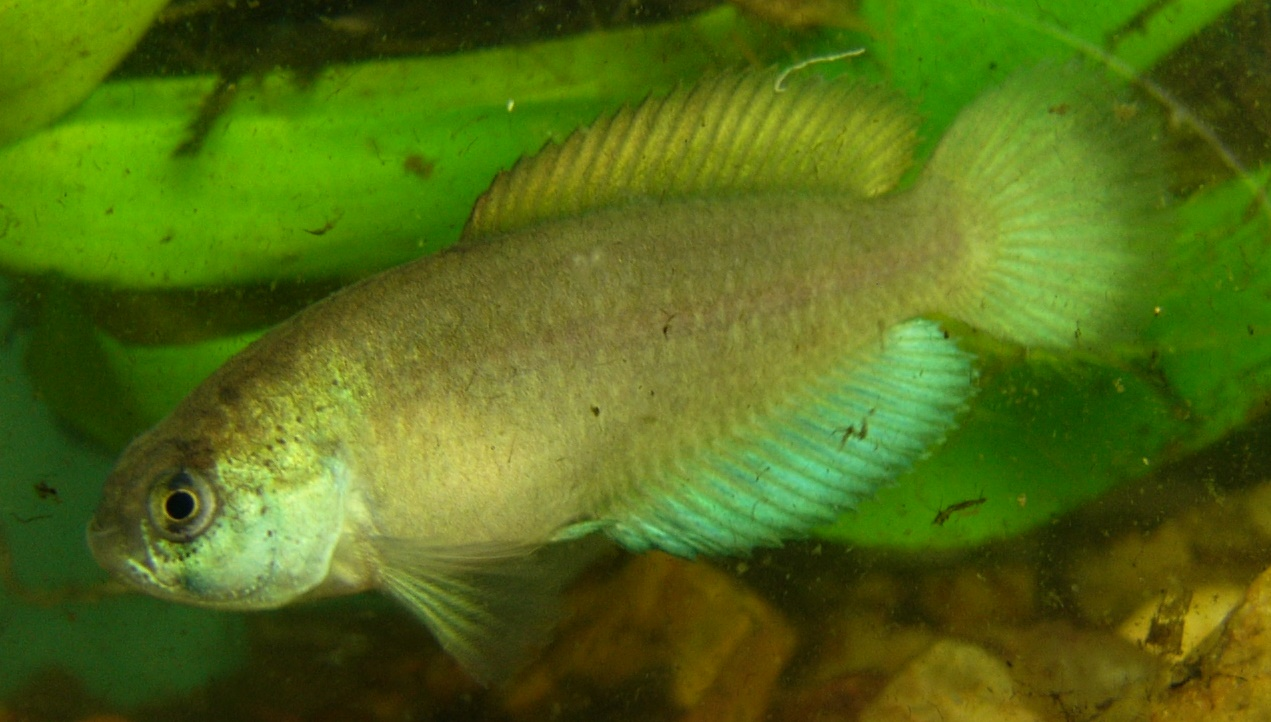
Austrolebias quirogai

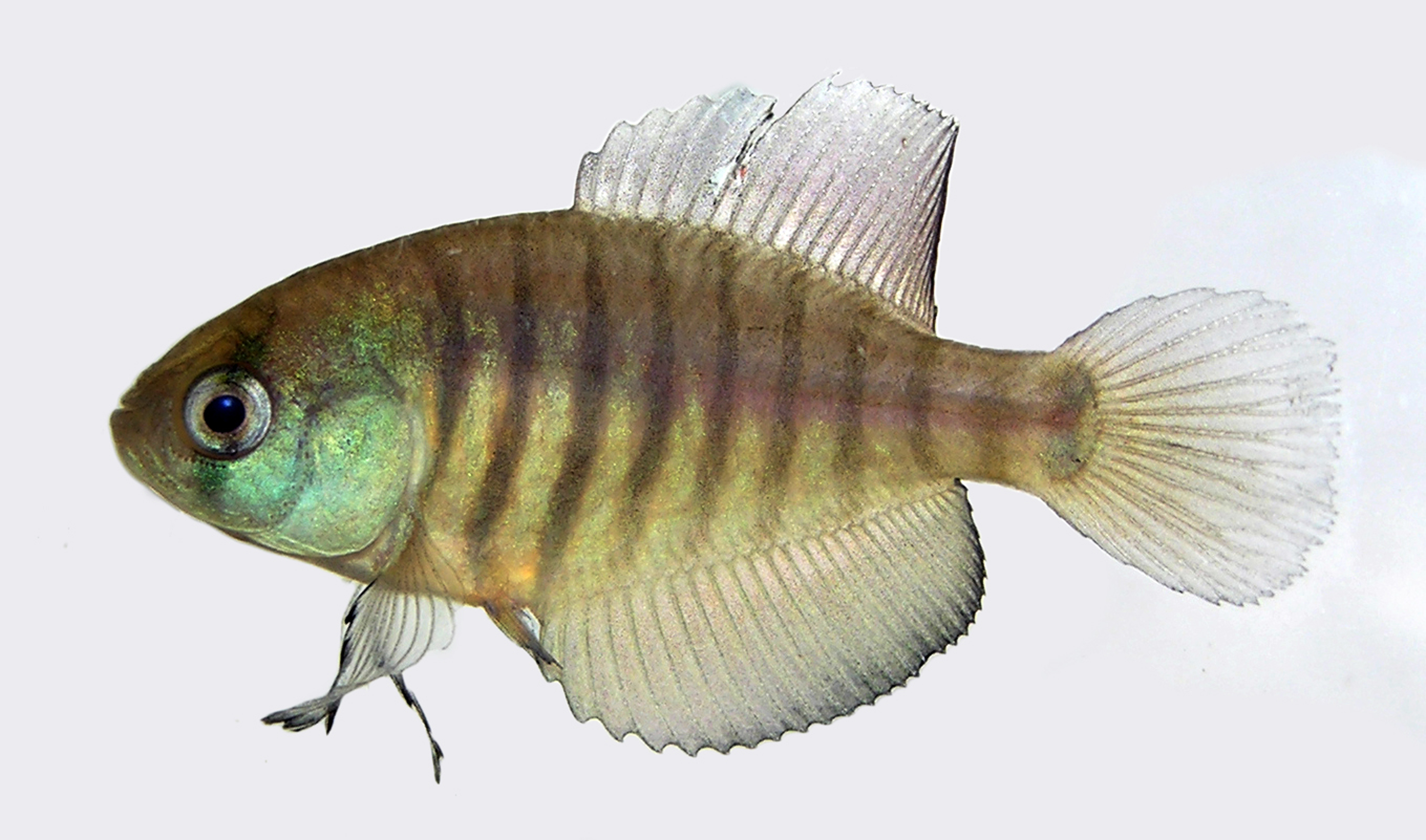
Austrolebias adloffi

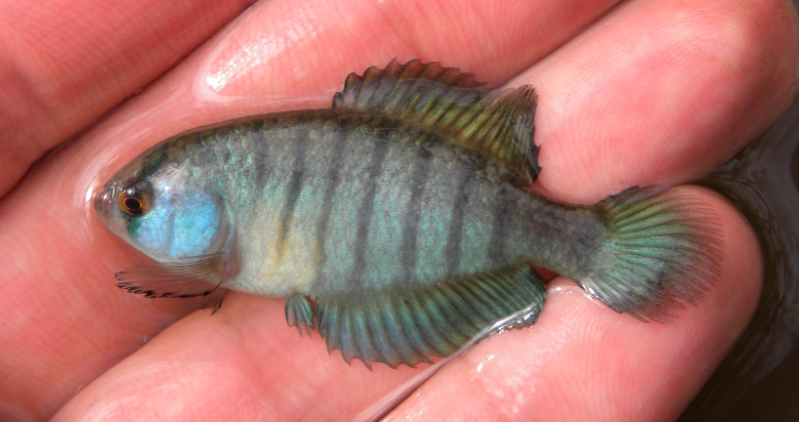
Austrolebias reicherti

- Untergattung Acantholebias Costa, 2008
  - Austrolebias luteoflammulatus (Vaz-Ferreira, Sierra de Soriano & Scaglia de Paulete, 1965)
  - Austrolebias quirogai Loureiro, Duarte & Zarucki, 2011
- Untergattung Acrolebias Costa, 2008
  - Austrolebias adloffi (Ahl, 1922)
  - Austrolebias arachan Loureiro, Azpelicueta & García, 2004
  - Austrolebias araucarianus Costa, 2014
  - Austrolebias bagual Volcan, Lanés & Gonçalves, 2014
  - Austrolebias botocudo Lanés, Volcan & Maltchik, 2021
  - Austrolebias carvalhoi (Myers, 1947)
  - Austrolebias charrua Costa & Cheffe, 2001
  - Austrolebias cheffei Volcan, Barbosa, Robe & Lanés, 2021
  - Austrolebias lourenciano Volcan, Barbosa, Robe & Lanés, 2021
  - Austrolebias minuano Costa & Cheffe, 2001
  - Austrolebias nachtigalli Costa & Cheffe, 2006
  - Austrolebias nigrofasciatus Costa & Cheffe, 2001
  - Austrolebias nubium Lanés, Volcan & Maltchik, 2021
  - Austrolebias pelotapes Costa & Cheffe, 2017
  - Austrolebias pongondo Costa & Cheffe, 2017
  - Austrolebias reicherti (Loureiro & García, 2004)

Synonym: Austrolebias salviai Costa, Litz & Laurino, 2006
- Austrolebias viarius (Vaz-Ferreira, Sierra de Soriano & Scaglia de Paulete, 1965)

- Untergattung Amatolebias Alonso, Terán, Serra, Calviño & Montes, 2023
  - Austrolebias patriciae (Huber, 1995)
  - Austrolebias varzeae Costa, Reis & Behr, 2004
  - Austrolebias wichi Alonso, Terán, Calviño, García, Cardoso & García, 2018
- Untergattung Argolebias Costa, 2008 Austrolebias nigripinnis
  - Austrolebias adrianae (Alonso et al., 2024)
  - Austrolebias guarani (Alonso et al., 2023)[8]

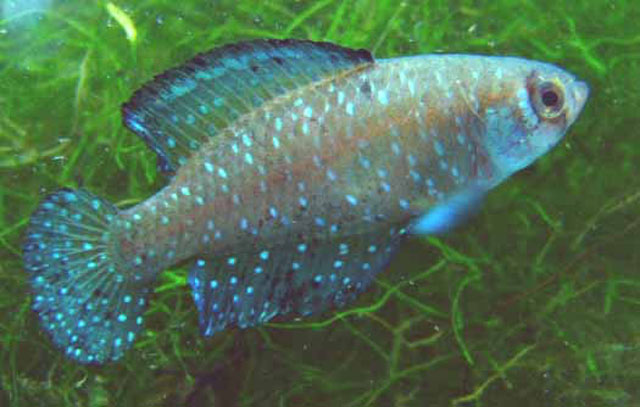
Austrolebias nigripinnis

  - Austrolebias nigripinnis (Regan, 1912)
  - Austrolebias paranaensis Costa, 2006
- Untergattung Austrolebias Costa, 1998
  - Austrolebias accorsii Nielsen & Pillet, 2015
  - Austrolebias ayoreode Drawert & Ergueta, 2024
  - Austrolebias bellottii (Steindachner, 1881)

Synonyme: Austrolebias apaii Costa, Laurino, Recuero & Salvia, 2006; A. gibberosus (Berg, 1897); A. irregularis (Ahl, 1938); A. maculatus (Steindachner, 1881)
- Austrolebias ephemerus Volcan & Severo-Neto, 2019
- Austrolebias melanoorus (Amato, 1986)
- Austrolebias queguay Serra & Loureiro, 2018
- Austrolebias univentripinnis Costa & Cheffe, 2005
- Austrolebias vandenbergi (Huber, 1995)

- Untergattung Cypholebias Costa, 2008 Austrolebias cinereus

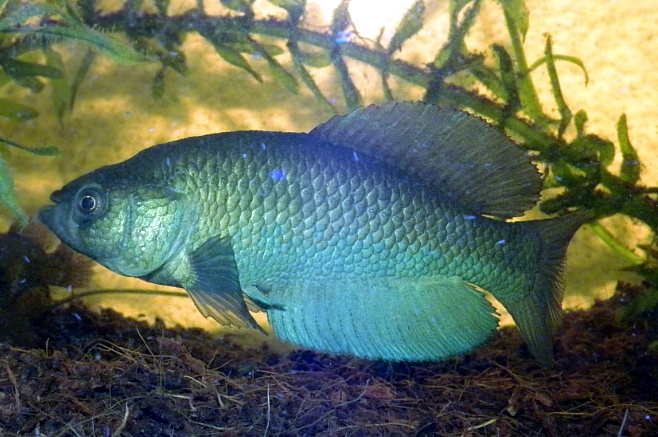
Austrolebias cinereus

  - Austrolebias cinereus (Amato, 1986)

Synonyme: Austrolebias nioni (Berkenkamp, Reichert & Prieto, 1997); A. vazferreirai (Berkenkamp, Etzel, Reichert & Salvia, 1994)
- Austrolebias robustus (Günther, 1883)

Synonym: Austrolebias nonoiuliensis (Taberner, Fernández-Santos & Castelli, 1974)
- Untergattung Gymnolebias Costa, 2008
  - Austrolebias gymnoventris (Amato, 1986)
  - Austrolebias jaegari Costa & Cheffe, 2002
- Untergattung Matilebias Alonso, Terán, Serra, Calviño & Montes, 2023Austrolebias affinisAustrolebias juanlangi
  - Austrolebias affinis (Amato, 1986)

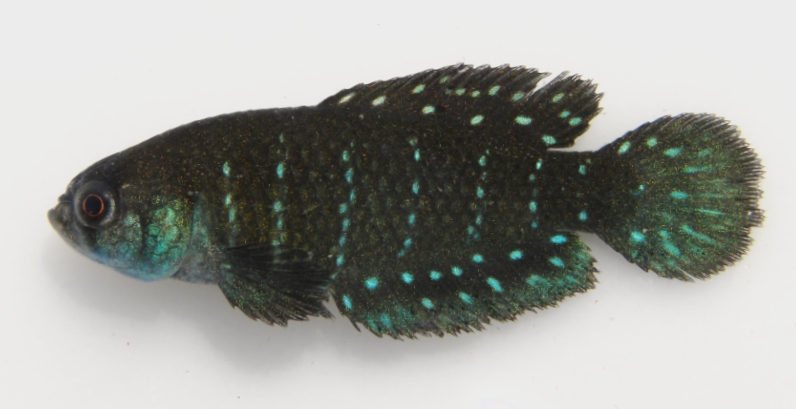
Austrolebias affinis

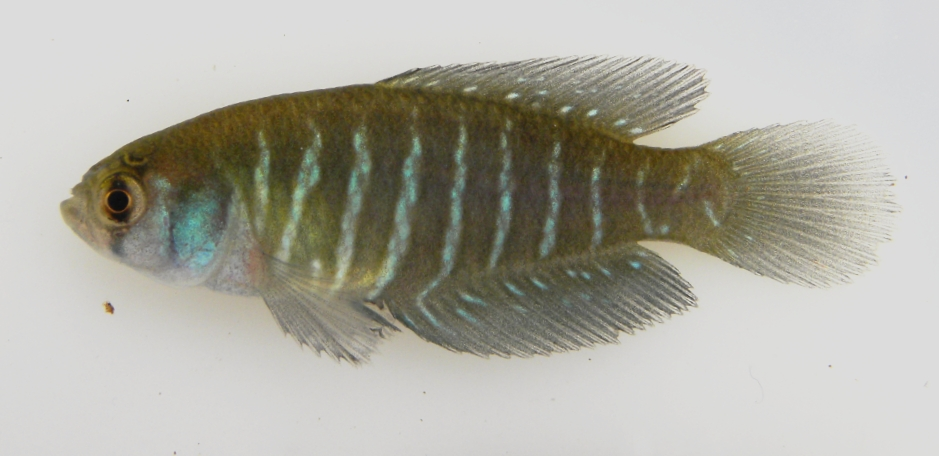
Austrolebias juanlangi

  - Austrolebias alexandri (Castello & López, 1974)
  - Austrolebias camaquensis Volcan, Gonçalves & Lanés, 2017
  - Austrolebias cyaneus (Amato, 1987)
  - Austrolebias duraznensis (García, Scvortzoff & Hernández, 1995)
  - Austrolebias ibicuiensis (Costa, 1999)
  - Austrolebias juanlangi Costa, Cheffe, Salvia & Litz, 2006
  - Austrolebias litzi Costa, 2006
  - Austrolebias paucisquama Ferrer, Malabarba & Costa, 2008
  - Austrolebias periodicus (Costa, 1999)

Synonym: Austrolebias luzardoi Perujo, Calviño, Salvia & Prieto, 2005
- Austrolebias toba Calviño, 2006

- Untergattung Megalebias Costa, 1998
  - Austrolebias wolterstorffi (Ahl, 1924)
- Untergattung Titanolebias Alonso, Terán, Serra, Calviño & Montes, 2023Austrolebias prognathus
  - Austrolebias calvinoi (Alonso et al., 2025)

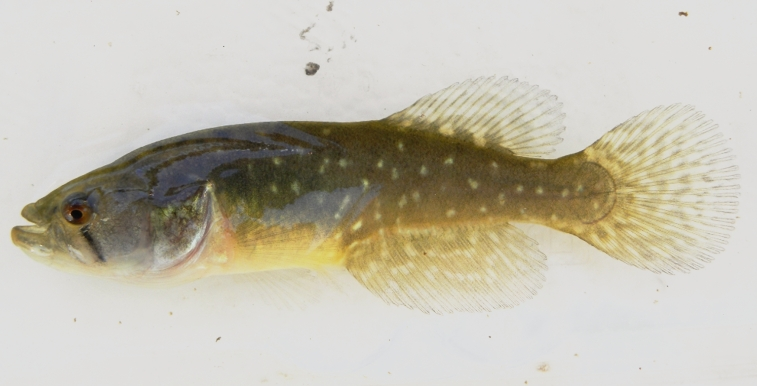
Austrolebias prognathus

  - Austrolebias cheradophilus (Vaz-Ferreira, Sierra de Soriano & Scaglia de Paulete, 1965)
  - Austrolebias elongatus (Steindachner, 1881)

Synonyme: Austrolebias holmbergi (Berg, 1897); A. spinifer (Ahl, 1934)
- Austrolebias monstrosus (Huber, 1995)
- Austrolebias prognathus (Amato, 1986)

## Gefährdung und Schutz
Austrolebias-Arten sind vielerorts durch Lebensraumveränderung selten geworden. Die IUCN listet sieben Arten in der Kategorie vom Aussterben bedroht (Critically Endangered), vier in der Kategorie stark gefährdet (Endangered), sechs in der Kategorie gefährdet (Vulnerable), eine in der Kategorie potenziell gefährdet (Near Threatened) und eine in der Kategorie unzureichende Datenlage (Data Deficient).